# IU Internationale Hochschule

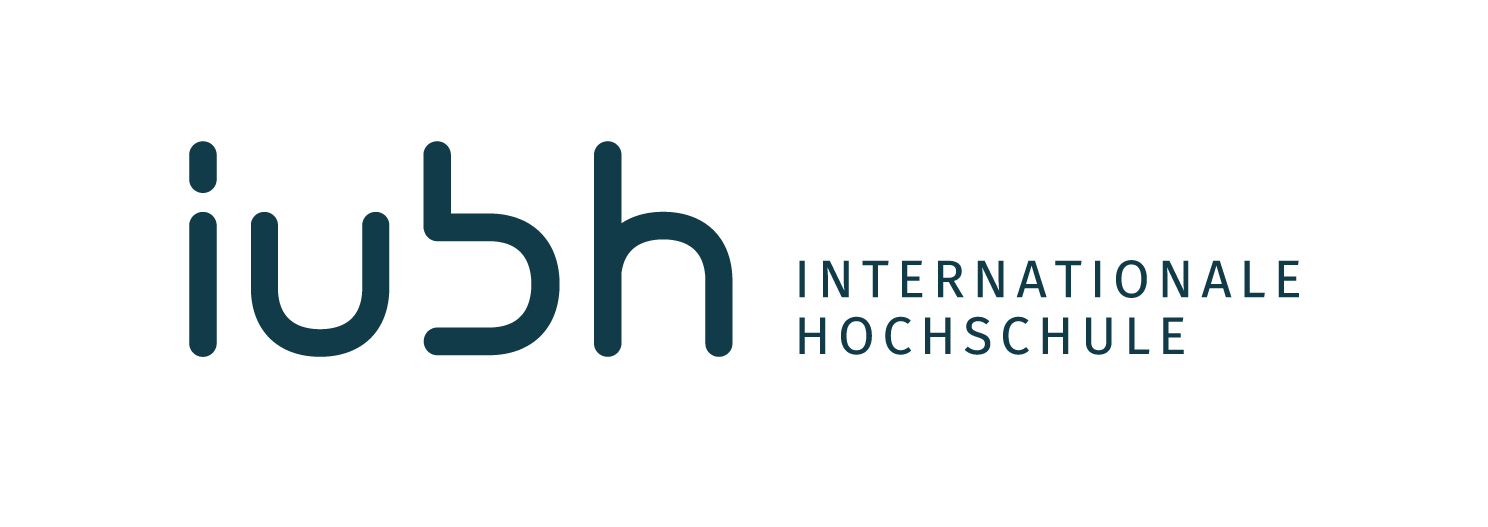
Logo bis Frühjahr 2021

Logo bis 2017

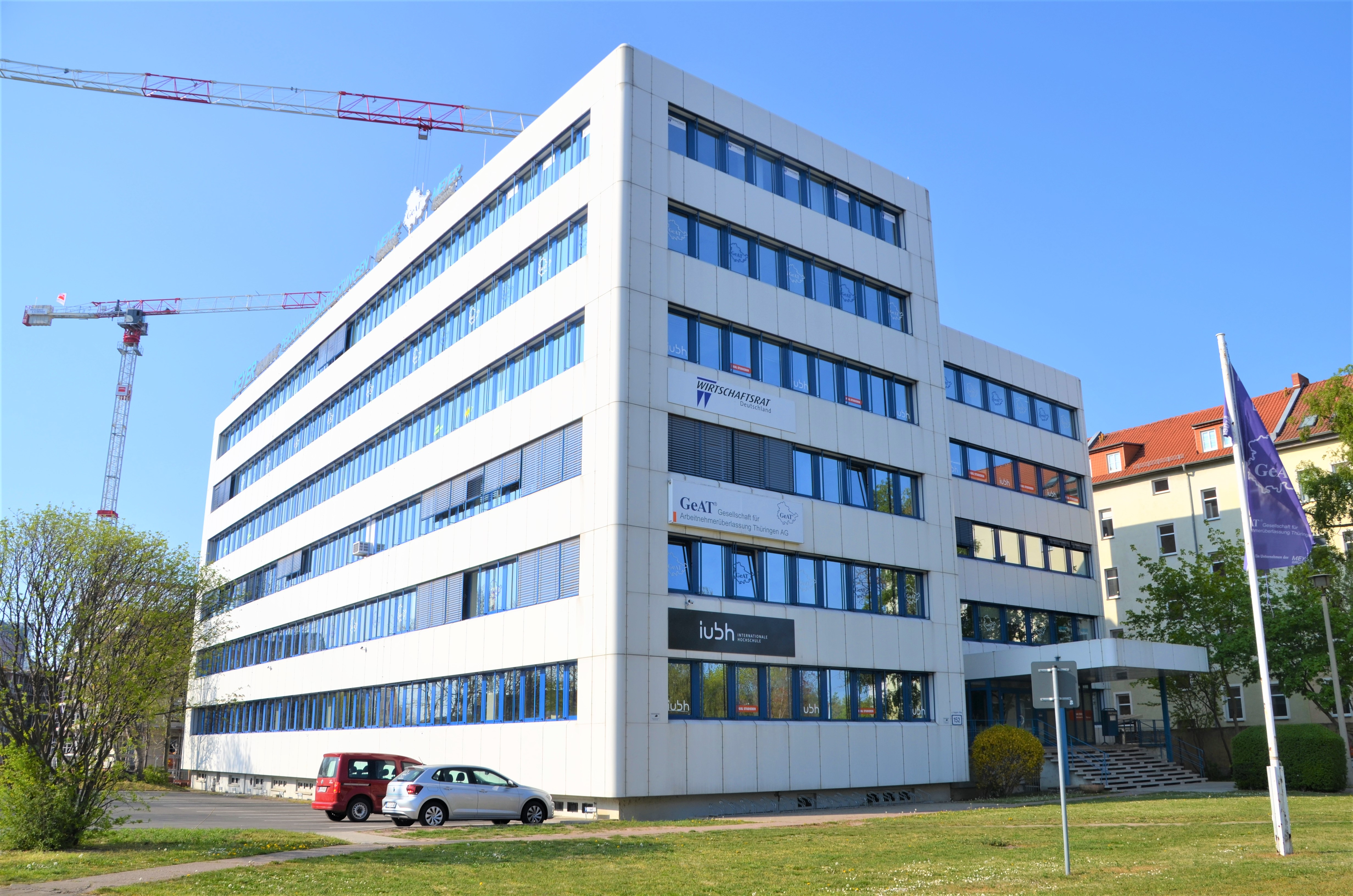
Standort Erfurt

Die IU Internationale Hochschule (bis 2021 IUBH Internationale Hochschule, bis 2017 Internationale Hochschule Bad Honnef/Bonn, abgekürzt wird sie meist die IU genannt) ist eine staatlich anerkannte private Fachhochschule mit Sitz in Erfurt und 38 Standorten in Deutschland. Sie bietet englischsprachige Präsenzstudiengänge, deutschsprachige duale Studienprogramme sowie Fernstudienangebote und Kombimodelle auf Deutsch und Englisch an. Die IU Internationale Hochschule gilt als die größte Hochschule in Deutschland.

## Geschichte
Die IU wurde 1998 als Internationale Fachhochschule Bad Honnef / Bonn (IFH) in Bad Honnef gegründet, im Wintersemester 2000/2001 wurde der Lehrbetrieb mit 23 Studierenden aufgenommen. Seit dem Jahr 1999 ist die Hochschule staatlich anerkannt.
Ihren Betrieb nahm die Hochschule zunächst im „Feuerschlößchen“ auf, dem ehemaligen Wohnhaus von Wilhelm Girardet nördlich des Bad Honnefer Stadtzentrums. 2000 zog sie auf das zuvor von einer Handelsschule genutzte ehemalige Gelände des historischen Bischofshofs im Ortsteil Bad Honnef-Beuel um. Der unter Denkmalschutz stehende Gebäudekomplex wurde 2005 um zwei Wohnheime und eine Mensa erweitert. Im Februar 2007 wurde ein neues Verwaltungsgebäude mit Bibliothek, Seminarräumen und Büros eingeweiht.
Im Juli 2009 akkreditierte der Wissenschaftsrat die Hochschule institutionell für zehn Jahre, 2021 erfolgte die Reakkreditierung für weitere fünf Jahre. Im Jahr 2010 wurde sie Mitglied der Hochschulrektorenkonferenz. Die Studiengänge sowie das interne Qualitätsmanagement der Hochschule („Systemakkreditierung“) sind zusätzlich durch die Foundation for International Business Administration Accreditation (FIBAA) im Auftrag der Stiftung Akkreditierungsrat akkreditiert.
Mitte 2013 fusionierte die IU mit der ebenfalls privaten Adam-Ries-Fachhochschule in Erfurt und erweiterte damit ihr Angebot um das duale Studienmodell. Im März 2016 fusionierte sie mit der Hochschule für Internationale Wirtschaft und Logistik (HIWL) in Bremen und bietet seitdem an diesem Standort ebenfalls duale Studiengänge an.
Im Oktober 2017 wurde sie von „Internationale Hochschule Bad Honnef / Bonn“ in „IUBH Internationale Hochschule“ umbenannt.
2019 wurde der Sitz der Hochschule nach Erfurt verlegt; seitdem unterliegt sie dem Thüringer Hochschulgesetz.
Im März 2021 erfolgte eine weitere Umbenennung in „IU Internationale Hochschule.“ Zusätzlich wurde Holger Sommerfeldt als Nachfolger von Peter Thuy Rektor der Hochschule.
Im Juni 2023 hat die IU Gruppe, die Holding der IU Internationale Hochschule, die University of Fredericton (UFred) in Kanada und zum Ende März 2023 das Walbrook Institute London (vorher LIBF – London Institute of Banking & Finance) im Vereinigten Königreich übernommen.

## Organisation
Träger der Hochschule ist die IU Internationale Hochschule GmbH, deren alleinige Gesellschafterin seit 2007 die Career Partner GmbH (seit 2021: IU Group N. V.) ist. Letztere befindet sich seit 2017 im Besitz der britischen Investorengruppe Oakley Capital; zuvor gehörte sie von 2007 bis 2015 der Münchner Beteiligungsfirma Auctus, von 2015 bis 2017 der US-amerikanischen Apollo Group.
Leitungsorgane der Hochschule sind das Rektorat, der Senat und ein Fachbeirat, der die fachlichen Belange der Fachgebiete und Unternehmen vertreten soll. Die Hochschule gliedert sich intern entlang ihres Studienangebots in sogenannte „Units“, die jeweils einem Prorektorat unterstellt sind. Daneben ist die Hochschule in weitgehend autonom agierende Regional- und Standortleitungen sowie in neun Fachgebiete untergliedert.
Als Teil der umfassenderen IU Group ergänzt die IU Akademie das Bildungsangebot der IU Internationalen Hochschule durch ihren Fokus auf berufliche Weiterbildung und Firmenschulungen. Die IU Akademie bietet modular aufgebaute Online-Kurse und Blended-Learning-Angebote in Feldern wie IT & Digitalisierung, Management, Marketing und Gesundheit an. Sie richtet sich primär an Berufstätige, Unternehmen und Quereinsteiger, die ihre Kompetenzen erweitern oder sich für neue Berufsfelder qualifizieren möchten, oft mit Zeugnissen, die von Kammern (z. B. IHK) oder branchenrelevanten Partnern anerkannt sind.

## Standorte
Die Hochschule betreibt neben einem „virtuellen Campus“ 34 Standorte (Stand 2025): Aachen, Augsburg, Berlin, Bielefeld, Bochum, Bonn, Braunschweig, Bremen, Dortmund, Dresden, Düsseldorf, Duisburg, Erfurt, Essen, Frankfurt am Main, Freiburg im Breisgau, Hamburg, Hannover, Karlsruhe, Köln, Leipzig, Lübeck, Mainz, Mannheim, München, Münster, Nürnberg, Regensburg, Rostock, Stuttgart, Ulm, Wuppertal und Würzburg sowie am Virtuellen Campus und am Campus Fernstudium (Virtuell).  
Für das Fernstudium stehen zudem etliche Prüfungszentren im Ausland an den Standorten der Goethe-Institute zur Verfügung.
Der Berliner Standort hat einen hohen Anteil von Studenten aus Indien (Stand 2025: 40,6 Prozent, insgesamt 4.842, im Vergleich zu 2020: 234).

## Studiengänge
Die IU Internationale Hochschule bietet rund 250 Bachelor-, Master- und MBA-Studiengänge in verschiedenen Studienformaten (Fernstudium und duales Studium sowie myStudium und duales myStudium) an. Das Angebot umfasst die Studienrichtungen Gesundheit & Soziales, Pädagogik & Psychologie, Wirtschaft & Management, IT & Technik, Marketing & Kommunikation, Architektur & Bau, Design & Medien, Tourismus & Hospitality und Personal & Recht.
Die IU entwickelte den KI-Lernbuddy Syntea, der als persönlicher Lernassistent in Online-Kursen im Einsatz ist. Des Lernsystem wurde mehrfach ausgezeichnet.

## Partnerhochschulen
Die IU bietet Studienmöglichkeiten in einer Study Abroad Alliance an folgenden Hochschulen
- International College of Management Sydney (Australien)
- Acsenda School of Management (Kanada)
- British Columbia Institute of Technology (Kanada)
- University of New York in Prague (Tschechien)
- Hellenic American University (Griechenland)
- Dublin Business School (Irland)
- American University of Rome (Italien)
- The London Institute of Banking & Finance (UK)
- St. Francis of Brooklyn (USA)

## Kritik

### Rechtsstreit Studiengang Architektur
Im Oktober 2024 waren am Landgericht Frankfurt am Main sieben Schadensersatzklagen von ehemaligen Studierenden gegen die IU Internationale Hochschule anhängig, die sich in Bezug auf die fehlende Kammerfähigkeit nach dem Abschluss des dualen Studiengangs Architektur jahrelang getäuscht sahen. Erst während des Studiums hatte sich herausgestellt, dass man mit dem Studiengang gar nicht Architekt werden konnte. Die Werbung der Hochschule sei insoweit irreführend gewesen, erklärte eine Hochschulrechtlerin gegenüber dem Hessischen Rundfunk, der berichtet hatte, dass es Vergleiche der IU mit Klägern gegeben habe. In Düsseldorf seien fünf ähnliche Verfahren noch anhängig, in München seien es sechs, in Stuttgart eines, in Erfurt gebe es dreißig Klagen von Studierenden und von ehemaligen Praxisbetrieben. Der Studiengang Architektur (Bachelor of Arts, Architektur; 180 ECTS) wurde zwischenzeitlich neu akkreditiert und ist ab dem Wintersemester 2024 an den IU-Standorten Frankfurt, Berlin, Hamburg, München, Stuttgart nach den Standards der Architektenkammern als kammerfähig einzuordnen. Für alle bislang im dualen Studiengang eingeschriebenen Studierenden und Absolventen bot die IU ein kostenloses Angebot an, „um durch zusätzliche Kurse auch die Kammerfähigkeit zu erlangen.“